# ريتشارد أتينبورو
ريتشارد أتينبورو (بالإنجليزية: Richard Samuel Attenborough)‏ مواليد 29 أغسطس 1923 في كامبريدج، كامبريدجشير، إنجلترا، المملكة المتحدة، هو ممثل ومخرج إنجليزي بدأ مسيرته الفنية عام 1942. كما أنه من الفائزين بجوائز الأوسكار وجائزة غولدن غلوب. درس في الأكاديمية الملكية للفنون المسرحية.

## الأعمال

### أفلام
- الهروب الكبير (فيلم) (الدور: روجر بارتليت)
- الحديقة الجوراسية (فيلم) (الدور: جون هاموند)
- الحديقة الجوراسية 2 (فيلم) (الدور: جون هاموند)

## الترشيحات والجوائز
| السنة | الحدث                                         | الفئة                                 | النتيجة |
| ----- | --------------------------------------------- | ------------------------------------- | ------- |
| 1982  | جائزة الأوسكار                                | جائزة الأوسكار لأفضل مخرج             | فوز     |
| 1982  | جائزة الأوسكار                                | جائزة الأوسكار لأفضل فيلم             | فوز     |
| 1982  | جائزة الجولدن جلوب                            | جائزة الأوسكار لأفضل مخرج             | فوز     |
| 1964  | الأكاديمية البريطانية لفنون الفيلم والتلفزيون | جائزة البافتا لأفضل ممثل في دور رئيسي | فوز     |
| 1982  | الأكاديمية البريطانية لفنون الفيلم والتلفزيون | جائزة البافتا لأفضل فيلم              | فوز     |
| 1993  | الأكاديمية البريطانية لفنون الفيلم والتلفزيون | جائزة البافتا لأفضل فيلم              | فوز     |

## الوفاة
توفي ريتشارد أتينبورو في آب/أغسطس 2014 عن عمر ناهز الـ91 عاماً.

## روابط خارجية
- ريتشارد أتينبورو على موقع IMDb (الإنجليزية)
- ريتشارد أتينبورو على موقع الموسوعة البريطانية (الإنجليزية)
- ريتشارد أتينبورو على موقع روتن توميتوز (الإنجليزية)
- ريتشارد أتينبورو على موقع مونزينجر (الألمانية)
- ريتشارد أتينبورو على موقع ألو سيني (الفرنسية)
- ريتشارد أتينبورو على موقع ميوزك برينز (الإنجليزية)
- ريتشارد أتينبورو على موقع تيرنر كلاسيك موفيز (الإنجليزية)
- ريتشارد أتينبورو على موقع أول موفي (الإنجليزية)
- ريتشارد أتينبورو على موقع قاعدة بيانات برودواي على الإنترنت (الإنجليزية)
- ريتشارد أتينبورو على موقع قاعدة بيانات الأفلام السويدية (السويدية)